# Storbritanniens Grand Prix 1977
Storbritanniens Grand Prix 1977 var det tionde av 17 lopp ingående i formel 1-VM 1977.  

## Resultat
1. James Hunt, McLaren-Ford, 9 poäng
2. Niki Lauda, Ferrari, 6
3. Gunnar Nilsson, Lotus-Ford, 4
4. Jochen Mass, McLaren-Ford, 3
5. Hans-Joachim Stuck, Brabham-Alfa Romeo, 2
6. Jacques Laffite, Ligier-Matra, 1
7. Alan Jones, Shadow-Ford
8. Vittorio Brambilla, Surtees-Ford
9. Jean-Pierre Jarier, ATS (Penske-Ford)
10. Patrick Nève, Williams (March-Ford)
11. Gilles Villeneuve, McLaren-Ford
12. Vern Schuppan, Surtees-Ford
13. Brett Lunger, BS Fabrications (McLaren-Ford)
14. Mario Andretti, Lotus-Ford (varv 62, motor)
15. Carlos Reutemann, Ferrari

### Förare som bröt loppet
- John Watson, Brabham-Alfa Romeo (60, bränslesystem)
- Jody Scheckter, Wolf-Ford (59, motor)
- Emerson Fittipaldi, Fittipaldi-Ford (42, gasspjäll)
- Arturo Merzario, Merzario (March-Ford) (28, transmission)
- Riccardo Patrese, Shadow-Ford (20, bränsletryck)
- Patrick Depailler, Tyrrell-Ford (16, bromsar)
- Jean-Pierre Jabouille, Renault (16, turbo)
- Ian Scheckter, March-Ford (6, olycka)
- Ronnie Peterson, Tyrrell-Ford (3, motor)
- Patrick Tambay, Theodore (Ensign-Ford) (3, elsystem)
- Rupert Keegan, Hesketh-Ford (0, olycka)

### Förare som ej kvalificerade sig
- Alex Ribeiro, March-Ford
- Clay Regazzoni, Ensign-Ford
- Brian Henton, British Formula One Racing Team (March-Ford)
- Emilio de Villota, Emilio de Villota (McLaren-Ford)

### Förare som ej förkvalificerade sig
- David Purley, LEC-Ford
- Andy Sutcliffe, RAM (March-Ford)
- Guy Edwards, BRM
- Tony Trimmer, Melchester Racing (Surtees-Ford)
- Brian McGuire, McGuire-Ford
- Mikko Kozarowitzky, RAM (March-Ford)